# Odontolabis somneri
Odontolabis somneri es una especie de coleóptero de la familia Lucanidae.

## Distribución geográfica
Habita en Borneo, Malaya y Sumatra en  (Indonesia).